# کالدن
کالدن (به آلمانی: Calden) یک شهر در آلمان است که در کسل واقع شده‌است. کالدن  ۷٬۵۳۵ نفر جمعیت دارد.

## خواهرخوانده
شهر راکیف خواهرخواندهٔ کالدن هست.